# Проектът GNOME
Проектът GNOME е общността, която стои зад работното пространство на GNOME. Тя включва софтуерни разработчици и потребители. Проектът е основан от Мигел де Икаса и Федерико Менапрез август 1997 г.

## фондация GNOME
През август 2000 г. фондацията GNOME бе създадена, за да управлява проекта GNOME, да излъчва редовни съобщения до медиите и да свързва фирми, заинтересовани от разработката на софтуер GNOME. Въпреки че фондът не участва пряко в техническите решения, той координира версиите на GNOME и определя кои проекти ще бъдат част от работната среда. Членството във фонда е отворено за всеки, който има съществен принос към проекта. Членовете на Фонда могат да бъдат избирани в Съвета на директорите и да гласуват на изборите си. Само членове на фонда могат да кандидатстват за позиции във фонда.

## Програми и събития
Проектът GNOME съдържа общностни програми като събития и конференции, които обикновено са подходящи за местните потребители и разработчици. Основната конференция на GNOME е Конференцията на потребителите и разработчиците на GNOME (GUADEC), годишната конференция за популяризиране и развитие на GNOME. Концепцията за събитията на GUADEC идва от първата среща на потребителите и разработчиците на фонда в Париж, Франция и от следващото заседание в Корона, Испания. GNOME също участва в конференцията на Desktop, съвместна конференция, организирана от общностите на GNOME и KDE, която се провежда ежегодно в Европа.

## Сътрудничество с други начинания
Проектът GNOME активно си сътрудничи с други инициативи за свободен софтуер. Предишни съвместни усилия често бяха организирани въз основа на т.нар. project-to-project. За да бъде разширено сътрудничеството, бе създаден проекта freedesktop.org.